# 大聖堂の一覧
大聖堂の一覧（だいせいどうのいちらん）では、キリスト教の主要な大聖堂の一覧を示す。
カトリック教会・聖公会においては大聖堂とは、司教座聖堂あるいは主教座聖堂のこと。すなわち西方教会のうち司教（主教）制度を持つキリスト教教派において司教（主教）のカテドラ（座）が置かれている聖堂のことである。英語等で「カテドラル」というのはこのカテドラからきている。建物によっては一般の慣行として、大寺院、寺院の訳語が定着しているものもある。
一方正教会では、主教座であるかどうかに関わらず、大型の聖堂・由緒ある聖堂であれば大聖堂と呼ばれる。ギリシャ語の"ναός"、ロシア語の"собор"に大聖堂の訳語が用いられ、ギリシャ語の"Καθεδρικός"、ロシア語の"Кафедральный"に「主教座」の訳語が用いられる。
なお、司教（主教）制度を持たない教派の聖堂であっても、大聖堂という名を有するものがある。
表記は順に大聖堂（教会）名、所在地、所属教派を示す。

## ヨーロッパ
国名は五十音順。

### アイルランド共和国および北アイルランド
- 聖パトリック大聖堂（ダブリン）アイルランド聖公会 - ジョナサン・スウィフトの墓がある。
- クライストチャーチ大聖堂 （ダブリン）アイルランド聖公会
- 聖マリア臨時司教座聖堂（ダブリン） カトリック
- 聖ニコラス大聖堂（ゴールウェイ）アイルランド聖公会
- 聖カニス大聖堂（キルケニー）アイルランド聖公会
- 聖メアリー大聖堂（キルケニー）カトリック
- 聖フィンバー大聖堂（コーク）アイルランド聖公会
- 聖コルマン大聖堂（コーブ）アイルランド聖公会
- 聖コルマン大聖堂（コーブ）カトリック
- 聖メアリー大聖堂（リムリック）カトリック
- 聖コロンバ大聖堂（ロンドンデリー）カトリック
- ダウンパトリック大聖堂（ダウン）カトリック - 聖パトリックの墓がある。
- 聖パトリック大聖堂（アーマー）アイルランド聖公会
- 聖パトリック大聖堂（アーマー）カトリック
- 聖アンナ大聖堂（ベルファスト）アイルランド聖公会

### イギリス

#### イングランド
- カンタベリー大聖堂（カンタベリー）イングランド国教会
- ウェストミンスター寺院（ロンドン）イングランド国教会 - ウェストミンスター大聖堂とは異なる宗派
- ウェストミンスター大聖堂（ロンドン）カトリック
- セント・ポール大聖堂（ロンドン）イングランド国教会
- サザーク大聖堂（ロンドン）イングランド国教会
- 聖ジョージ大聖堂（ロンドン）カトリック
- 聖ジョージ大聖堂（ロンドン）正教会
- ヨーク・ミンスター（ヨーク）イングランド国教会
- ソールズベリー大聖堂（ソールズベリ）イングランド国教会
- ウィンチェスター大聖堂（ウィンチェスター）イングランド国教会
- リンカン大聖堂（リンカン）イングランド国教会
- グロスター大聖堂（グロスター）イングランド国教会
- エクセター大聖堂（エクセター）イングランド国教会
- ダラム大聖堂（ダラム）イングランド国教会
- ピーターバラ大聖堂（ピーターバラ）イングランド国教会
- リヴァプール大聖堂（リヴァプール）イングランド国教会
- アランデル大聖堂（アランデル）カトリック
- ブリストル大聖堂（ブリストル）イングランド国教会

#### スコットランド
- セント・ジャイルズ大聖堂（エディンバラ）スコットランド国教会
- 聖マリア大聖堂（エディンバラ）スコットランド聖公会
- グラスゴー大聖堂（グラスゴー）スコットランド国教会
- 聖マリア大聖堂（グラスゴー）スコットランド聖公会

### イタリア
イタリア語でカテドラルを指す「ドゥオーモ」（ドームの意）とも呼ばれる。
- サン・ピエトロ大聖堂（ローマ、バチカン）カトリック
- サン・ジョバンニ・イン・ラテラノ大聖堂（ローマ）カトリック
- サンタ・マリア・マッジョーレ大聖堂（ローマ）カトリック
- サン・パオロ・フオーリ・レ・ムーラ大聖堂（ローマ）カトリック
- サン・ロレンツォ・フオーリ・レ・ムーラ大聖堂（ローマ）カトリック
- サン・マルコ大聖堂（ヴェネツィア）カトリック
- サンタ・マリア・デル・フィオーレ大聖堂（フィレンツェ）カトリック
- ミラノ大聖堂（ミラノ）カトリック
- ナポリ大聖堂（ナポリ）カトリック
- シエナ大聖堂（シエーナ|シエナ）カトリック
- パルマ大聖堂（パルマ）カトリック
- ピサ大聖堂（ピサ）カトリック
- ルッカ大聖堂（ルッカ）カトリック
- パレルモ大聖堂（パレルモ）カトリック
- オルヴィエート大聖堂（オルヴィエート）カトリック

### ウクライナ
- 聖ソフィア大聖堂（キーウ） ウクライナ正教会・ウクライナ東方カトリック教会（複雑な歴史的経緯から現在は博物館であり、奉神礼・典礼は行われてはいるものの日毎に各教派が利用している情況となっており、特定の教派が管轄していない。）

### エストニア
- アレクサンドル・ネフスキー聖堂（タリン）正教会
- タリン大聖堂（タリン）正教会

### オーストリア
- シュテファン大聖堂（ウィーン）カトリック
- ザルツブルク大聖堂（ザルツブルク）カトリック
- グラーツ大聖堂（グラーツ）カトリック
- リンツ新大聖堂（リンツ）カトリック
- グルク大聖堂（グルク）カトリック

### オランダ
- 聖マルティン大聖堂（ユトレヒト）旧大聖堂
- 聖カタリナ大聖堂（ユトレヒト）カトリック

### ギリシャ
- 生神女福音大聖堂（アテネ）ギリシャ正教会

### クロアチア
- 顕栄大聖堂（ザグレブ）セルビア正教会

### スイス
- グロスミュンスター（チューリッヒ）改革派
- フラウミュンスター（チューリッヒ） 改革派
- バーゼル大聖堂（バーゼル）改革派
- サン＝ピエール大聖堂（ジュネーブ）改革派
- ローザンヌ大聖堂（ローザンヌ） 改革派

### スウェーデン
- ストックホルム大聖堂（ストックホルム）ルター派
- ウプサラ大聖堂（ウプサラ）ルター派
- ルンド大聖堂（ルンド）ルター派

### スペイン
- アルムデナ大聖堂（マドリッド）カトリック
- サンタ・エウラリア大聖堂（バルセロナ）カトリック
- メスキータ（コルドバ）カトリック
- セビリア大聖堂（セビリア）カトリック
- トレド大聖堂（トレド）カトリック
- レオン大聖堂（レオン）カトリック
- ブルゴス大聖堂（ブルゴス）カトリック
- サラマンカ新大聖堂（サラマンカ）カトリック
- パルマ大聖堂（パルマ・デ・マヨルカ）カトリック
- サンティアゴ・デ・コンポステーラ大聖堂（サンティアゴ・デ・コンポステーラ）カトリック
- グラナダ大聖堂（グラナダ）カトリック

### スロヴァキア
- 聖マルティン大聖堂（ブラチスラヴァ）カトリック

### セルビア
- 聖サワ大聖堂（ベオグラード）セルビア正教会
- 聖マルコ聖堂（ベオグラード）セルビア正教会

### チェコ
- 聖ヴィート大聖堂（プラハ）カトリック
- 聖ツィリル・メトデイ正教大聖堂（プラハ）正教会

### デンマーク
- アンスガール大聖堂（コペンハーゲン）カトリック
- コペンハーゲン大聖堂 （Copenhagen Cathedral）ルーテル派デンマーク国教会
- ロスキレ大聖堂（ロスキレ）ルーテル派デンマーク国教会

### ドイツ
- ベルリン大聖堂（ベルリン）ルター派
- ハリストス復活大聖堂（ベルリン）正教会
- ケルン大聖堂（ケルン）カトリック
- アーヘン大聖堂（アーヘン）カトリック
- トリーア大聖堂（トリーア）カトリック
- ヴォルムス大聖堂（ヴォルムス）カトリック
- シュパイアー大聖堂（シュパイアー）カトリック
- マインツ大聖堂（マインツ）
- 聖マリア大聖堂（ヒルデスハイム）ルター派

### ノルウェー
- オスロ大聖堂（オスロ）ルター派
- ニーダロス大聖堂（トロンハイム） ルター派
- スタヴァンゲル大聖堂（スタヴァンゲル）ノルウェー国教会

### ハンガリー
- 聖イシュトヴァーン大聖堂（ブダペスト）カトリック
- エステルゴム大聖堂（エステルゴム）カトリック

### ポーランド
- 聖ヨハネ大聖堂（ワルシャワ旧市街）カトリック
- ヴァヴェル大聖堂（クラクフ）カトリック

### フィンランド
- ヘルシンキ大聖堂（ヘルシンキ） ルター派
- 生神女就寝大聖堂（ヘルシンキ）フィンランド正教会
- トゥルン大聖堂（トゥルク）ルター派

### フランス
- パリ大聖堂（パリ）カトリック - いわゆるノートルダム大聖堂であるが、「ノートルダム」とは聖母のことであり、フランス各地にノートルダム大聖堂という名前の大聖堂がある。
- ノートルダム大聖堂（リヨン）カトリック
- サン＝ドニ大聖堂（サン・ドニ）カトリック
- ランス大聖堂（ランス）カトリック
- シャルトル大聖堂（シャルトル）カトリック
- ストラスブール大聖堂（ストラスブール）カトリック
- アミアン大聖堂（アミアン）カトリック
- サン・ピエール大聖堂（ポワチエ）カトリック
- アヴィニョン大聖堂（アヴィニョン）カトリック
- サン・ミッシェル大聖堂（カルカソンヌ）カトリック

### ブルガリア
- アレクサンドル・ネフスキー大聖堂（ソフィア）ブルガリア正教会
- 生神女就寝大聖堂（ヴァルナ）ブルガリア正教会

### ベラルーシ
- 聖ソフィア大聖堂 (ポラツク) 正教会

### ベルギー
フランデレン地域
- 聖母大聖堂（蘭：アントウェルペン、英：アントワープ） - 日本では『フランダースの犬』及びルーベンスの絵画で知られる。
- 聖バーフ大聖堂（蘭：ヘント、仏：ガン）
- 救世主大聖堂（英語版）（蘭：ブルッヘ、仏：ブリュージュ）

ブリュッセル首都圏地域
- 聖ミカエルと聖デュル大聖堂（英語版）（ブリュッセル）

ワロン地域
- ノートルダム大聖堂（仏：トゥルネー、蘭：ドールニック） - 世界文化遺産
- 聖ポール大聖堂（英語版）（仏：リエージュ、蘭：ライク）

### モンテネグロ
- ハリストス復活大聖堂 (ポドゴリツァ)

### ラトビア
- リガ大聖堂（リガ）

### リヒテンシュタイン
- ファドゥーツ大聖堂（ファドゥーツ）カトリック

### ルーマニア
- 三成聖者大聖堂（ティミショアラ） ルーマニア正教会（正教会）
- 至聖三者大聖堂（シギショアラ） ルーマニア正教会（正教会）
- 生神女就寝大聖堂（クルージュ＝ナポカ） ルーマニア正教会（正教会）
- 生神女就寝大聖堂（Curtea de Argeș Cathedral,英語）(クルテア・デ・アルジェシュ）ルーマニア正教会（正教会）
- 生神女就寝大聖堂（Catedrala Adormirea Maicii Domnului）（英語）（ジュルジュ）ルーマニア正教会（正教会）
- ルーマニア総主教座大聖堂（ブクレシュティ） ルーマニア正教会（正教会）
- メトロポリタン大聖堂（Catedrala Mitropolitană）（英語）（ヤシ）ルーマニア正教会（正教会）
- メトロポリタン大聖堂（Catedrala Mitropolitană）（英語）（シビウ）ルーマニア正教会（正教会）
- メトロポリタン大聖堂（Catedrala Mitropolitană）（英語）（クラヨバ）ルーマニア正教会（正教会）
- ハリストス復活大聖堂（Catedrala Învierea Domnului）（カランセベシュ）ルーマニア正教会（正教会）
- 戴冠式大聖堂（Catedrala Încoronării）（英語）（アルバ・ユリア）ルーマニア正教会（正教会）
- 聖三位一体大聖堂（Catedrala „Sfânta Treime”）（英語）（アラド）ルーマニア正教会（正教会）
- 聖アレクサンダー大聖堂（Catedrala Sfântul Alexandru）（アレクサンドリア）ルーマニア正教会（正教会）
- スラティナ大聖堂（Catedrala din Slatina）（スラティナ）ルーマニア正教会（正教会）
- キリスト降誕大聖堂（Catedrala Naşterea Domnului）（英語）（スチャヴァ）ルーマニア正教会（正教会）
- 大司教大聖堂（Catedrala arhiepiscopală）（ガラツィ）ルーマニア正教会（正教会）
- 聖使徒ペテロとパウロの大聖堂（Catedrala Sfinţii Petru şi Pavel ）（英語）（コンスタンツァ）ルーマニア正教会（正教会）
- 聖使徒ペテロとパウロの大聖堂（Catedrala Episcopală）（ヴァスルイ）ルーマニア正教会（正教会）
- セルビア正教会大聖堂（Catedrala Ortodoxă Sârbă）（ティミショアラ）セルビア正教会（正教会）
- リポヴァン大聖堂（Catedrala lipovenească）（トゥルグ・フルモス）ロシア正教会古儀式派
- ローマ・カトリック大聖堂（Catedrala romano-catolică）（英語）（サトゥ・マーレ）ローマ・カトリック教会
- 聖マリア大聖堂（Catedrala Sfânta Fecioară Maria Regină）（英語）（ヤシ）ローマ・カトリック教会
- 聖マリア大聖堂（Bazilica romano-catolică）（英語）（オラデア）ローマ・カトリック教会
- 聖ジョージ大聖堂（Catedrala Sfântul Gheorghe）（英語）（ティミショアラ）ローマ・カトリック教会
- 聖ヨセフ大聖堂（Catedrala Sfântul Iosif ）（英語）（ブカレスト）ローマ・カトリック教会
- 聖ミハイル大聖堂（Catedrala Sfântul Mihail）（英語）（アルバ・ユリア ）ローマ・カトリック教会
- 聖霊降臨大聖堂（Catedrala Coborârea Sfântului Spirit）（英語）（ルゴジュ）ルーマニア・ギリシャ・カトリック教会（Biserica Română Unită cu Roma, Greco-Catolică）
- 聖母被昇天大聖堂（Catedrala Adormirea Maicii Domnului）（英語）（バイア・マーレ）ルーマニア・ギリシャ・カトリック教会（Biserica Română Unită cu Roma, Greco-Catolică）
- 聖三位一体大聖堂（Catedrala Sfânta Treime）（英語）（ブラジ）ルーマニア・ギリシャ・カトリック教会（Biserica Română Unită cu Roma, Greco-Catolică）
- 聖ニコラス大聖堂（Catedrala Sfântul Nicolae）（英語）（オラデア）ルーマニア・ギリシャ・カトリック教会（Biserica Română Unită cu Roma, Greco-Catolică）
- 聖バジル大聖堂（Catedrala Sfântul Vasile）（英語）（ブカレスト）ルーマニア・ギリシャ・カトリック教会（Biserica Română Unită cu Roma, Greco-Catolică）
- 変容大聖堂（Catedrala Schimbarea la Faţă）（英語）（クルージュ＝ナポカ）ルーマニア・ギリシャ・カトリック教会（Biserica Română Unită cu Roma, Greco-Catolică）
- ルーテル大聖堂（Catedrala Evanghelică）（英語）（シビウ）ルーテル派
- ルーテル大聖堂（Luterana katedralo）（クルージュ＝ナポカ）ルーテル派
- カルヴァン派の大聖堂（Kalvinana katedralo）（クルージュ＝ナポカ）カルヴァン派

### ロシア
- 救世主ハリストス大聖堂（モスクワ） ロシア正教会
- 生神女就寝大聖堂（モスクワ）ロシア正教会
- 生神女福音大聖堂（モスクワ）ロシア正教会
- 聖ワシリイ大聖堂（モスクワ）ロシア正教会（現在は博物館）
- カザン聖堂（サンクトペテルブルク）ロシア正教会
- 首座使徒ペトル・パウェル大聖堂（サンクトペテルブルク）ロシア正教会
- ウラジーミルの生神女大聖堂（サンクトペテルブルク）ロシア正教会
- 聖イサアク大聖堂（サンクトペテルブルク）ロシア正教会
- カトリック聖カタリナ教会（サンクトペテルブルク）カトリック
- 聖ソフィア大聖堂（ノヴゴロド）ロシア正教会
- 生神女就寝大聖堂（ウラジーミル）ロシア正教会
- 至聖三者大聖堂（プスコフ）ロシア正教会
- 救世主ハリストス大聖堂（カリーニングラード）ロシア正教会
- ケーニヒスベルク大聖堂（カリーニングラード）ロシア正教会

### トルコ
- アギア・ソフィア大聖堂（イスタンブール）正教会（現在はイスラム教のモスク）
- 聖ゲオルギオス大聖堂（イスタンブール） コンスタンディヌーポリ総主教庁の座所（正教会）
- 聖エスプリ大聖堂（イスタンブール） カトリック

## 北米

### カナダ
- モントリオール・ノートルダム聖堂（モントリオール）カトリック
- 聖ロザリオ大聖堂（バンクーバー）カトリック
- クライストチャーチ大聖堂（オタワ）カナダ聖公会
- 聖エリアス・アンティオキア正教会大聖堂（オタワ）正教会

### アメリカ合衆国
- セント・マシュー大聖堂（ワシントンD.C.）カトリック
- ワシントン大聖堂（ワシントンD.C.）米国聖公会
- 聖ニコラス大聖堂（ワシントンD.C.）アメリカ正教会
- セント・パトリック大聖堂（ニューヨーク）カトリック
- セント・ジョン・ザ・ディヴァイン大聖堂（ニューヨーク）米国聖公会
- 天使のマリア大聖堂（ロサンゼルス）カトリック
- ホーリー・ネーム大聖堂（シカゴ）カトリック
- セント・ルイス大聖堂（ニューオーリンズ）カトリック
- 無原罪聖母大聖堂（デンバー）カトリック
- 聖心大聖堂（リッチモンド）カトリック
- 聖ペテロ・イン・チェーンズ大聖堂（シンシナティ）カトリック
- 聖ミカエル大聖堂（スプリングフィールド）カトリック
- グレース大聖堂（サンフランシスコ）米国聖公会
- 聖ヨハネ大聖堂（ノックスビル）米国聖公会
- クライストチャーチ大聖堂（シンシナティ）米国聖公会
- クライストチャーチ大聖堂（スプリングフィールド）米国聖公会
- クライストチャーチ大聖堂（ヒューストン）米国聖公会
- 至聖三者大聖堂（シカゴ）アメリカ正教会

### メキシコ
- メキシコシティ・メトロポリタン大聖堂 カトリック
- グアダラハラ大聖堂 カトリック
- クエルナバカ大聖堂 カトリック

## 中南米

### ブラジル
- ブラジリア大聖堂 カトリック
- ペトロポリス大聖堂 カトリック
- リオデジャネイロ大聖堂 カトリック
- リオデジャネイロ旧大聖堂 カトリック
- サルヴァドール大聖堂 カトリック
- サンパウロ大聖堂 カトリック
- メトロポリタン正教会聖堂（サンパウロ）正教会

### アルゼンチン
- ブエノスアイレス大聖堂 カトリック
- ラプラタ大聖堂 カトリック
- サン・イシドロ大聖堂 カトリック

### ニカラグア
- 旧マナグア大聖堂 カトリック
- レオン大聖堂 カトリック

### ペルー
- リマ大聖堂 カトリック

## アジア

### インドネシア
- ジャカルタ大聖堂　カトリック

### 韓国
- 明洞聖堂（ソウル） カトリック
- ソウル聖公会聖堂 韓国聖公会
- ソウル聖ニコラス大聖堂 韓国正教会大教区

### シンガポール
- セントアンドリューズ大聖堂（シンガポール）　聖公会シンガポール・東南アジア管区 シンガポール主教区
- 良き羊飼い大聖堂（Cathedral of the Good Shepherd）　カトリック

### タイ王国
- アサンプション大聖堂（バンコク） カトリック
- イマキュレート・コンセプション聖堂（チャンタブリー県） カトリック

### 中国
- 宣武門天主堂（北京） カトリック
- 徐家匯聖イグナチオ大聖堂（上海） カトリック
- 石室聖心大聖堂（広州） カトリック
- 西開天主教堂（天津）カトリック
- 聖ミカエル大聖堂（青島）カトリック
- 西安聖フランシスコ大聖堂（西安）カトリック
- ハルビン聖心天主教堂（ハルビン） カトリック
- 長春天主教堂（長春） カトリック
- 瀋陽イエス聖心主教座堂（瀋陽） カトリック
- 太原聖母無原罪大聖堂（太原） カトリック

### 香港
- 聖ヨハネ座堂 (聖約翰座堂) 香港聖公会
- 無原罪聖母大聖堂（聖母無原罪主教座堂） カトリック

### 台湾
- 聖母無原罪司教座堂（台北市） カトリック台北大司教区
- 聖母聖心司教座堂（新竹市） カトリック新竹教区
- 救世主イエス司教座堂（台中市） カトリック台中教区
- 聖ヨハネ司教座堂（嘉義市） カトリック嘉義教区
- 中華聖母司教座堂（台南市） カトリック台南教区
- 玫瑰聖母聖殿司教座堂（高雄市） カトリック高雄教区
- 扶助者聖母司教座堂（花蓮市） カトリック花蓮教区
- 聖ヨハネ座堂（聖約翰座堂）（台北市） 台湾聖公会

### 日本
- 東京復活大聖堂（通称ニコライ堂）（東京都） 日本ハリストス正教会、国の重要文化財
- 京都ハリストス正教会（京都市） 日本ハリストス正教会西日本主教区、京都市指定文化財
- 東京カテドラル聖マリア大聖堂（東京都） カトリック東京大司教区
- カトリック布池教会聖ペトロ・聖パウロ大聖堂 （名古屋市） カトリック名古屋教区
- 大阪カテドラル聖マリア大聖堂（大阪市） カトリック大阪大司教区
- カトリック夙川教会聖テレジア大聖堂（兵庫県西宮市） 旧カトリック大阪司教区カテドラル
- 世界平和記念聖堂（広島市） カトリック広島司教区、国の重要文化財
- 浦上天主堂（長崎市） カトリック長崎大司教区
- 聖アンデレ大聖堂 (東京都)   日本聖公会東京主教区、主教座聖堂
- 川口基督教会（大阪市）  日本聖公会大阪主教区、大阪府指定有形文化財
- 聖アグネス教会（京都市）  日本聖公会京都主教区、京都市指定文化財
- 聖ミカエル大聖堂（神戸市） 日本聖公会兵庫主教区

### フィリピン
- マニラ大聖堂（マニラ） カトリック
- セブ大聖堂（セブ） カトリック
- 聖マリア・聖ヨハネ大聖堂（Cathedral of St. Mary and St. John）フィリピン聖公会

### ベトナム
- サイゴン大教会（ホーチミン市） カトリック
- ハノイ聖ヨセフ大聖堂（ハノイ） カトリック
- ダラット大教会（ダラット）カトリック
- ファットズィエム大聖堂（キムソン県）カトリック
- ニャチャン大聖堂（ニャチャン） カトリック

## オセアニア

### オーストラリア
- セントアンドリューズ大聖堂（シドニー） オーストラリア聖公会
- シドニー・セント・メアリー大聖堂（シドニー） カトリック
- メルボルン・セント・パトリック大聖堂（メルボルン） カトリック
- メルボルン・セント・ポール大聖堂（メルボルン） オーストラリア聖公会

### ニュージーランド
- クライストチャーチ大聖堂（クライストチャーチ） アオテアロア・ニュージーランド・ポリネシア聖公会（Anglican Church in Aotearoa, New Zealand and Polynesia）